# Leviathan (film, 2008)
Pour les articles homonymes, voir Léviathan (homonymie).
Leviathan est un film d'horreur américain réalisé en 2006 par Patricia Harrington. Tourné avec un faible budget, il est sorti directement en DVD.

## Synopsis
De nos jours, en Floride, un savant a réussi à créer une redoutable créature aquatique. Mais celle-ci s'est échappée, et le scientifique se lance, avec l'aide de quelques étudiants, dans une terrifiante course contre la montre : il faut retrouver le terrible prédateur avant qu'il ne fasse de nombreuses victimes. Au même moment, deux détenus poursuivis par d'importantes forces de police se dirigent vers l'une des zones les plus hostiles de l'état, un véritable enfer sur terre. Tous vont devoir affronter le monstre, dont la force, la taille et l'intelligence n'ont à ce jour aucun équivalent.

## Fiche technique
- Titre original : Razortooth
- Titre français : Léviathan
- Titre télé : Face au prédateur
- Réalisation : Patricia Harrington
- Pays :  États-Unis
- Genre : Horreur
- Dates de sortie :
  - États-Unis : 16 juin 2006
  - France : 9 avril 2008

## Distribution
- Kathleen LaGue : Sheriff Ruth Gainey-Coates
- Doug Swander : Delmar Coates
- Matt Holly : Mark Constance
- Brandon Breault : Dean Povich
- Mark Butler : LJ
- Simon Page : Dr Soren Abramson
- Kate Gersten : Holly Shulbert

## Critiques
- Une « série Z sans prétention et sans budget mais si charmante »[1]
- « Consternation mais constante hilarité »[2]
- Plusieurs critiques positives sur DeVilDead, dont celle de Superwonderscope : « C'est en effet plutôt sympa, et comme rod au-dessus, le film ne se prend pas trop au sérieux sans glisser vers la moquerie du genre. Il y a un chouia d'ambition dans la narration, en menant 4 histoires en parallèle qui finissent par se rejoindre »[3]. »